# Słowiańsk
Słowiańsk (ukr. Слов'янськ, Słowjanśk; ros. Слaвянск, Sławiansk) – miasto we wschodniej części Ukrainy, w obwodzie donieckim, w Donieckim Zagłębiu Węglowym, położone nad rzeką Kazennyj Toreć, siedziba administracyjna rejonu słowiańskiego nie wchodząca jednak w jego skład. Ośrodek wydobycia soli kamiennej, przemysłu chemicznego, maszynowego, materiałów budowlanych i spożywczego.

## Historia
W 1645 roku Kozacy zbudowali w pobliżu słonego jeziora Ropne48°52′16,7″N 37°38′11,5″E/48,871295 37,636517 warownię Tor. Wokół twierdzy wyrosła osada, której mieszkańcy trudnili się warzeniem soli i handlem. Za datę powstania miasta uważa się rok 1676. W 1784 roku Tor zmienił nazwę na Słowiańsk.
Słowiańsk pojawił się w mediach światowych w trakcie rozruchów wywołanych przez rosyjskich separatystów w kwietniu 2014 roku. Ukraińska armia próbowała szturmować miasto 24 kwietnia, ale poza likwidacją kilku posterunków prorosyjskich bojowników nic nie osiągnęła. Kolejny, tym razem zwycięski szturm został podjęty 2 maja 2014. Ostatecznie miasto zostało wyzwolone spod wpływów separatystów w pierwszych dniach lipca 2014 r. Od 2022 miasto ponownie stało się celem ataków, tym razem podczas rosyjskiej inwazji na Ukrainę - ostrzały prowadzone przez stronę rosyjską doprowadziły m.in. do uszkodzenia budynków mieszkalnych oraz śmierci ofiar cywilnych.

## Demografia
Skład narodowościowy miasta w 1939 roku na podstawie radzieckiego spisu powszechnego:

1. Ukraińcy: 58 627 (75,32%)
2. Rosjanie: 14 798 (19,01%)
3. Żydzi: 2 050 (2,63%)
4. Białorusini: 426 (0,55%)
5. Niemcy: 306 (0,39%)
6. Grecy: 215 (0,28%)

Skład narodowościowy miasta w 2001 roku na podstawie ukraińskiego spisu powszechnego:

1. Ukraińcy: 104 423 (73,09%)
2. Rosjanie: 33 649 (23,55%)
3. Turcy: 829 (0,58%)
4. Białorusini: 766 (0,54%)
5. Ormianie: 592 (0,41%)
6. Grecy: 320 (0,22%)
7. Cyganie: 279 (0,20%)
8. Azerowie: 208 (0,15%)

Liczba mieszkańców w latach:
- 2012 – 117 994[8]
- 2013 – 117 445[8]
- 2014 – 116 694[8]
- 2019 – 109 812[9]
- 2021 – 106 972[1]

## Osoby związane z miastem
- Wincenty Kwieciński – polski dowódca wojskowy
- Jewhen Mirosznyczenko – ukraiński szachista
- Anatolij Mohylow – premier Republiki Autonomicznej Krymu w latach 2011-2014, pochodzenia rosyjskiego
- Zenobi (Korzinkin) – rosyjski biskup prawosławny

## Galeria

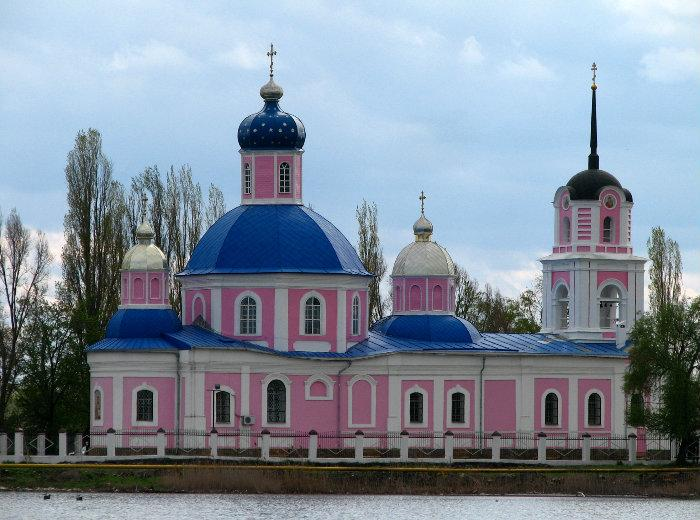
Cerkiew Zmartwychwstania Chrystusa
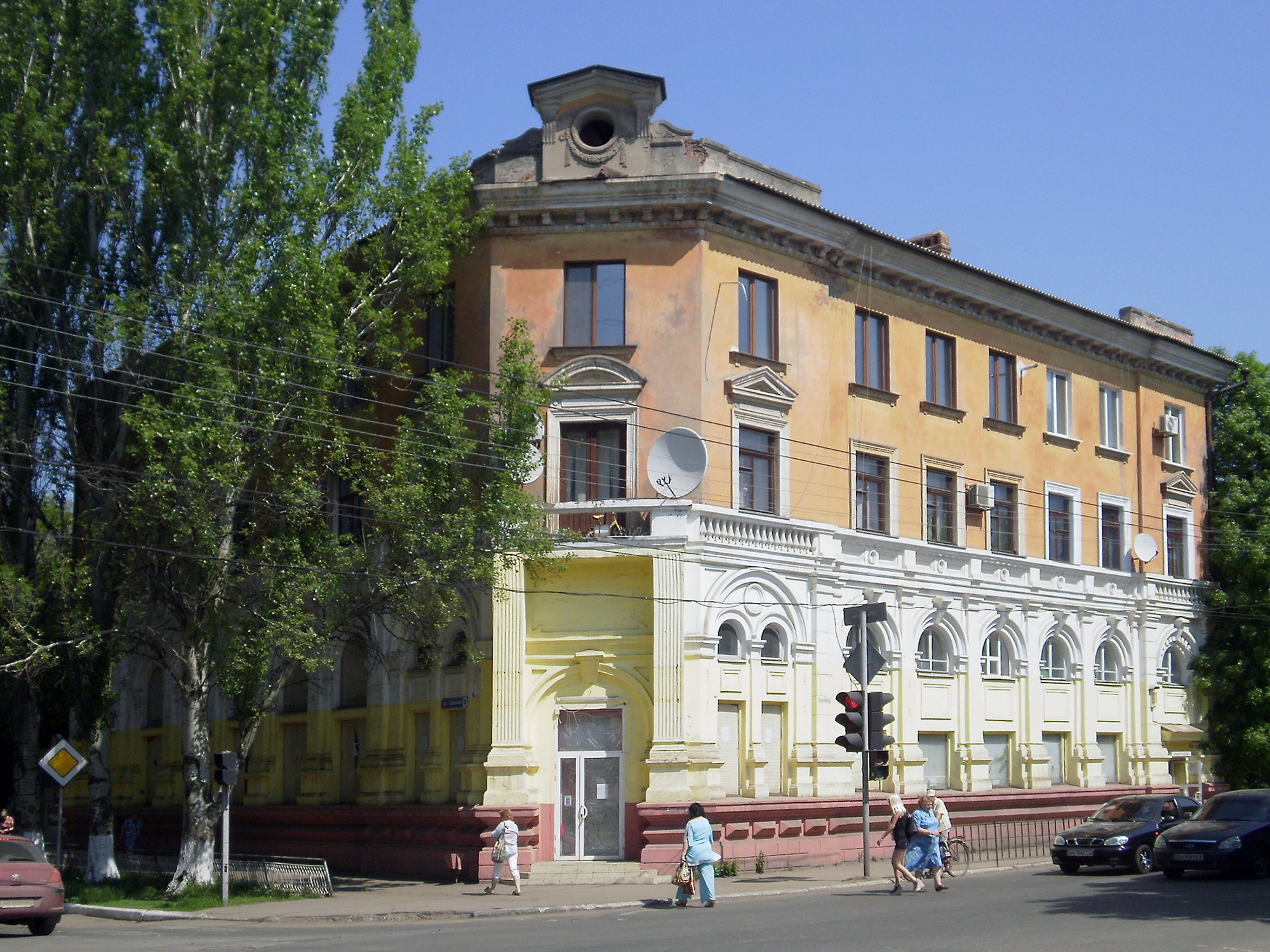
Dawny budynek banku miejskiego
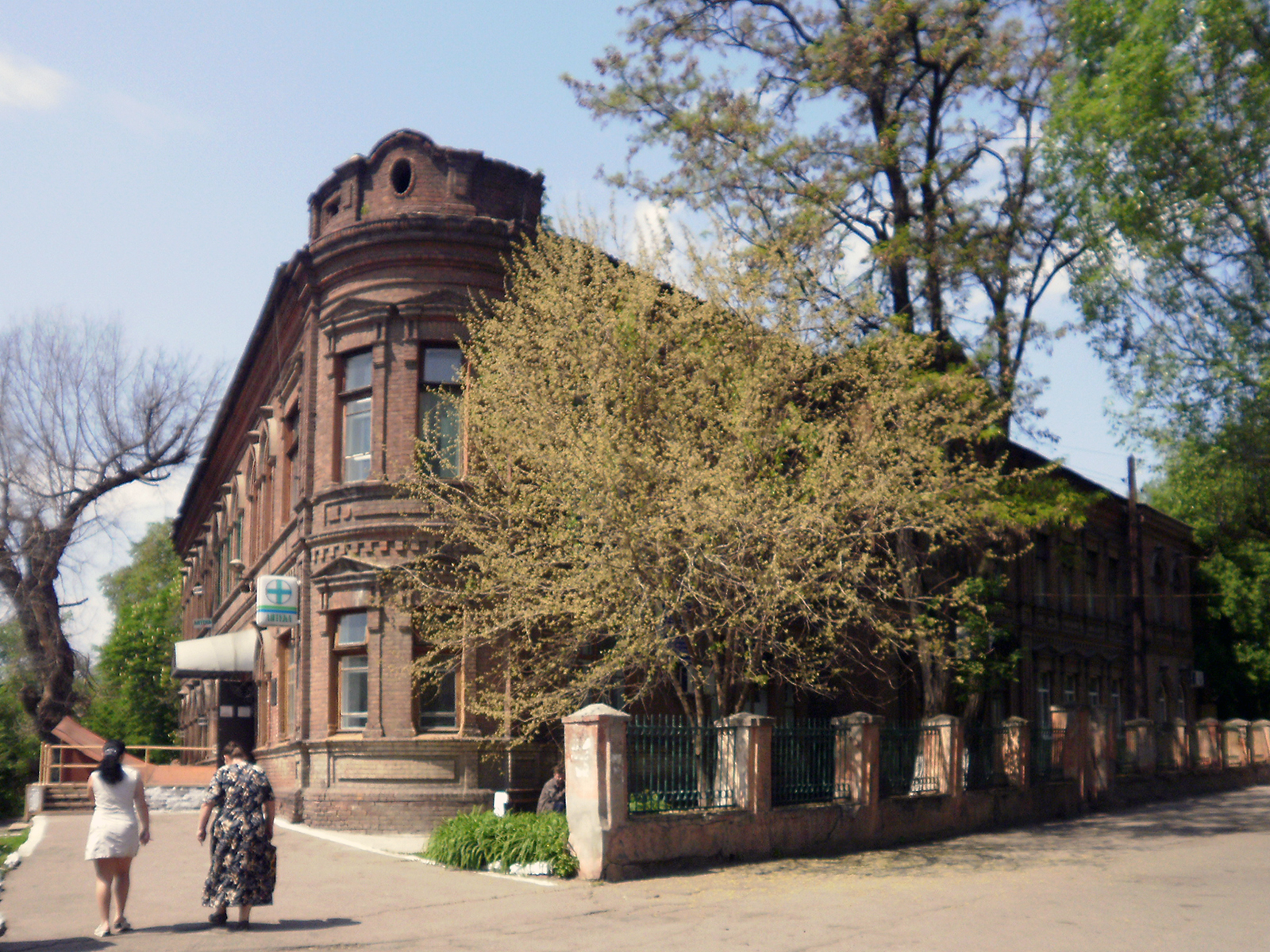
Laboratorium szpitalne
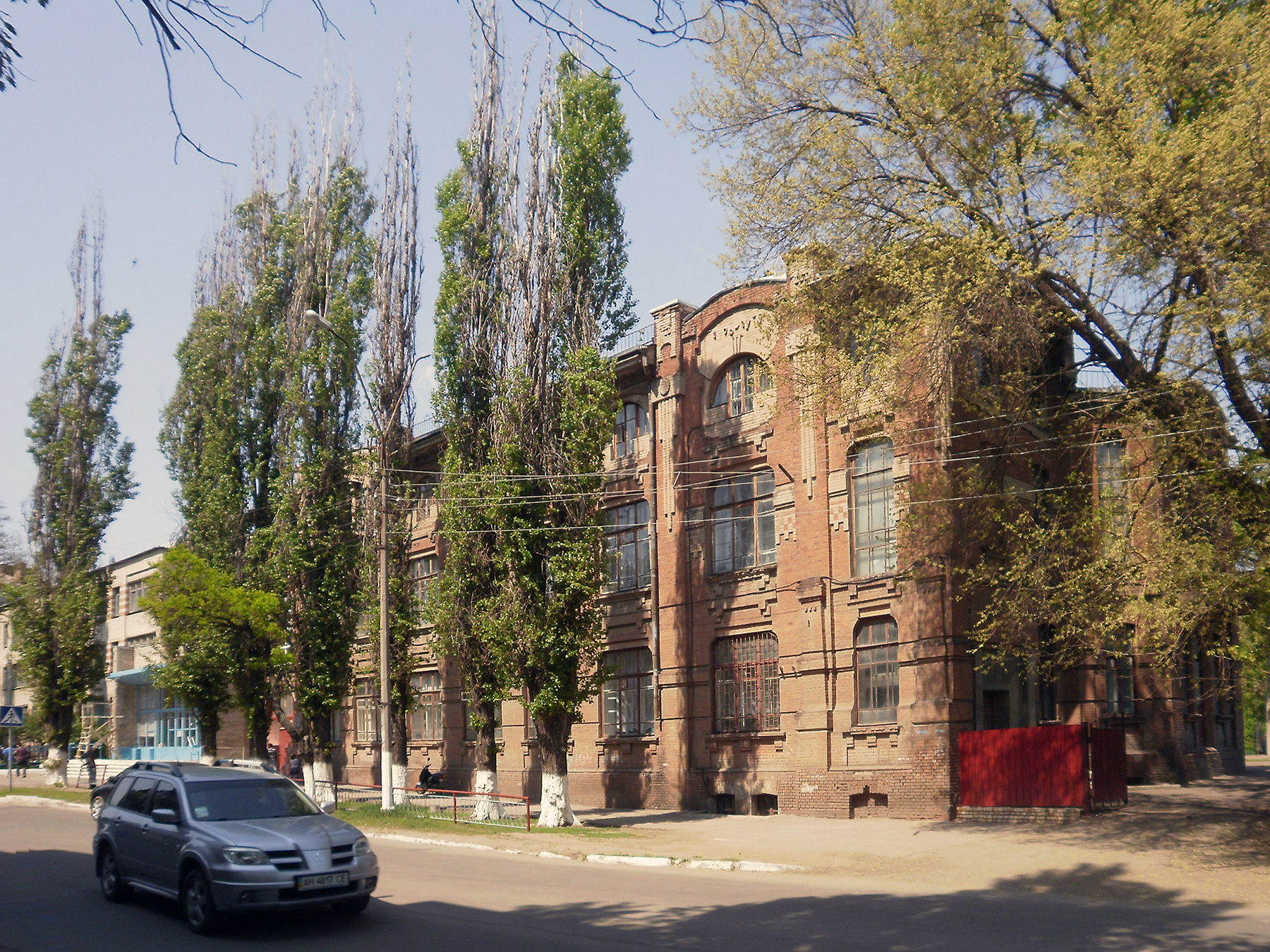
Szkoła
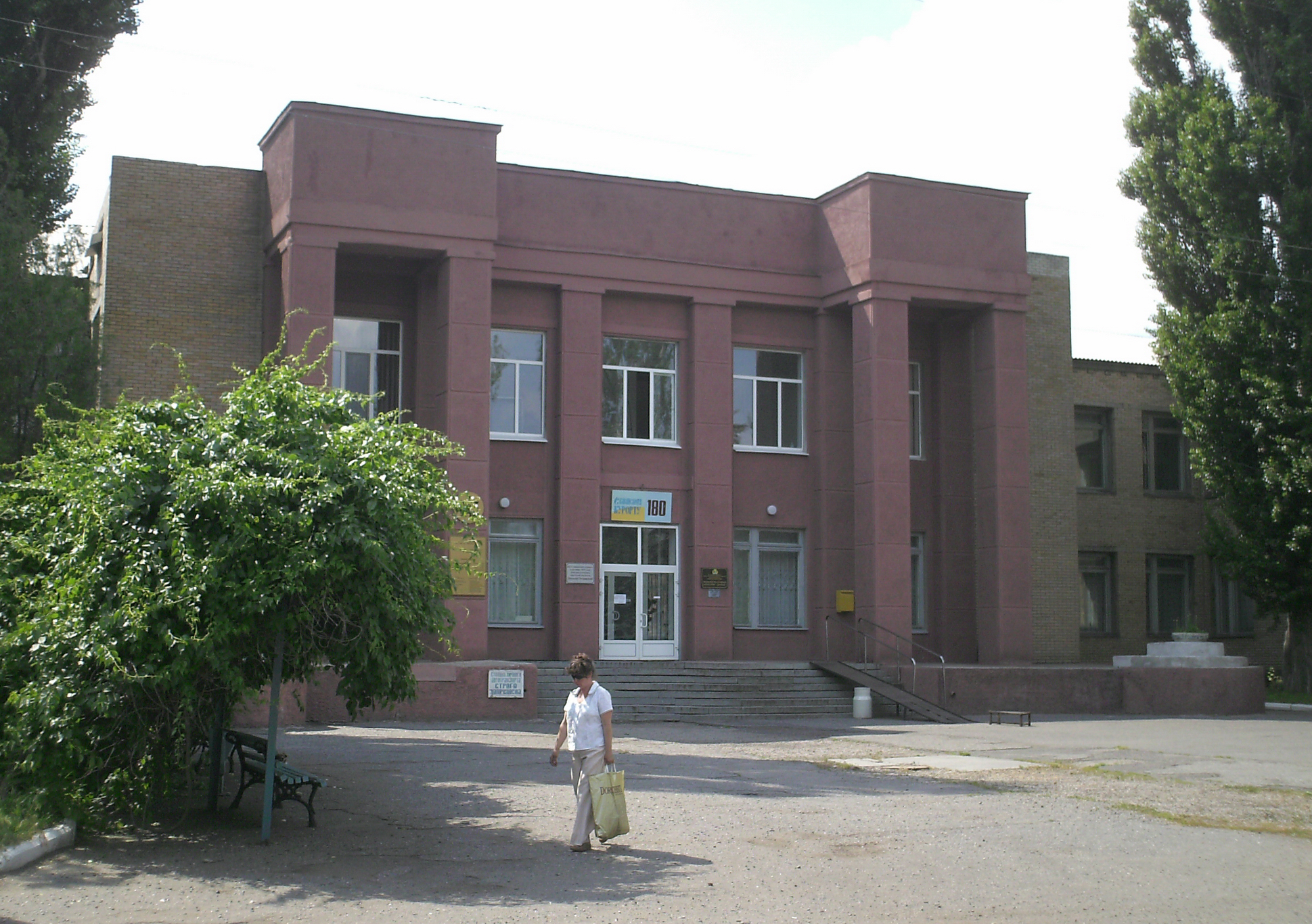
Zakład balneologiczny
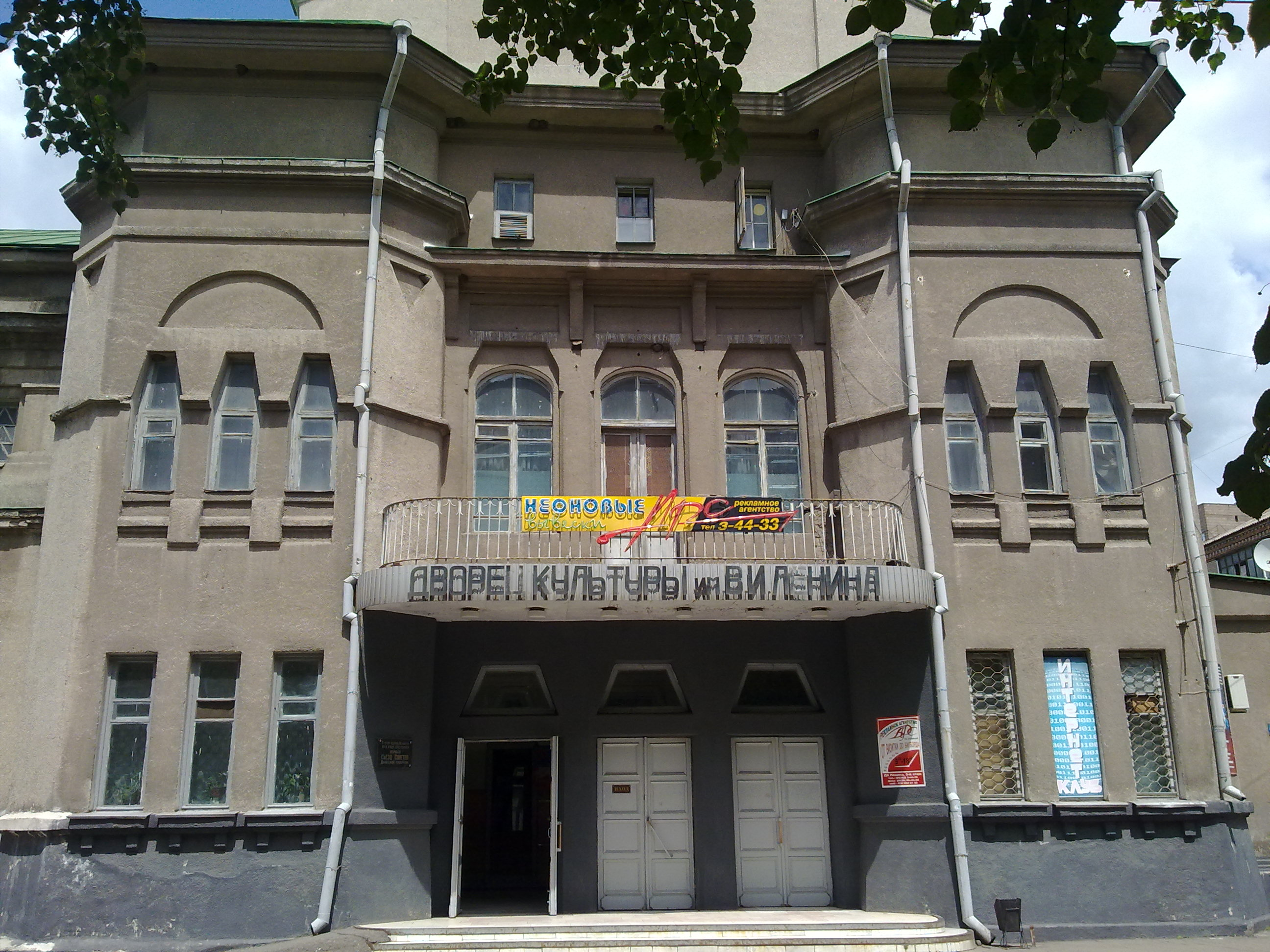
Dom Kultury im. Lenina
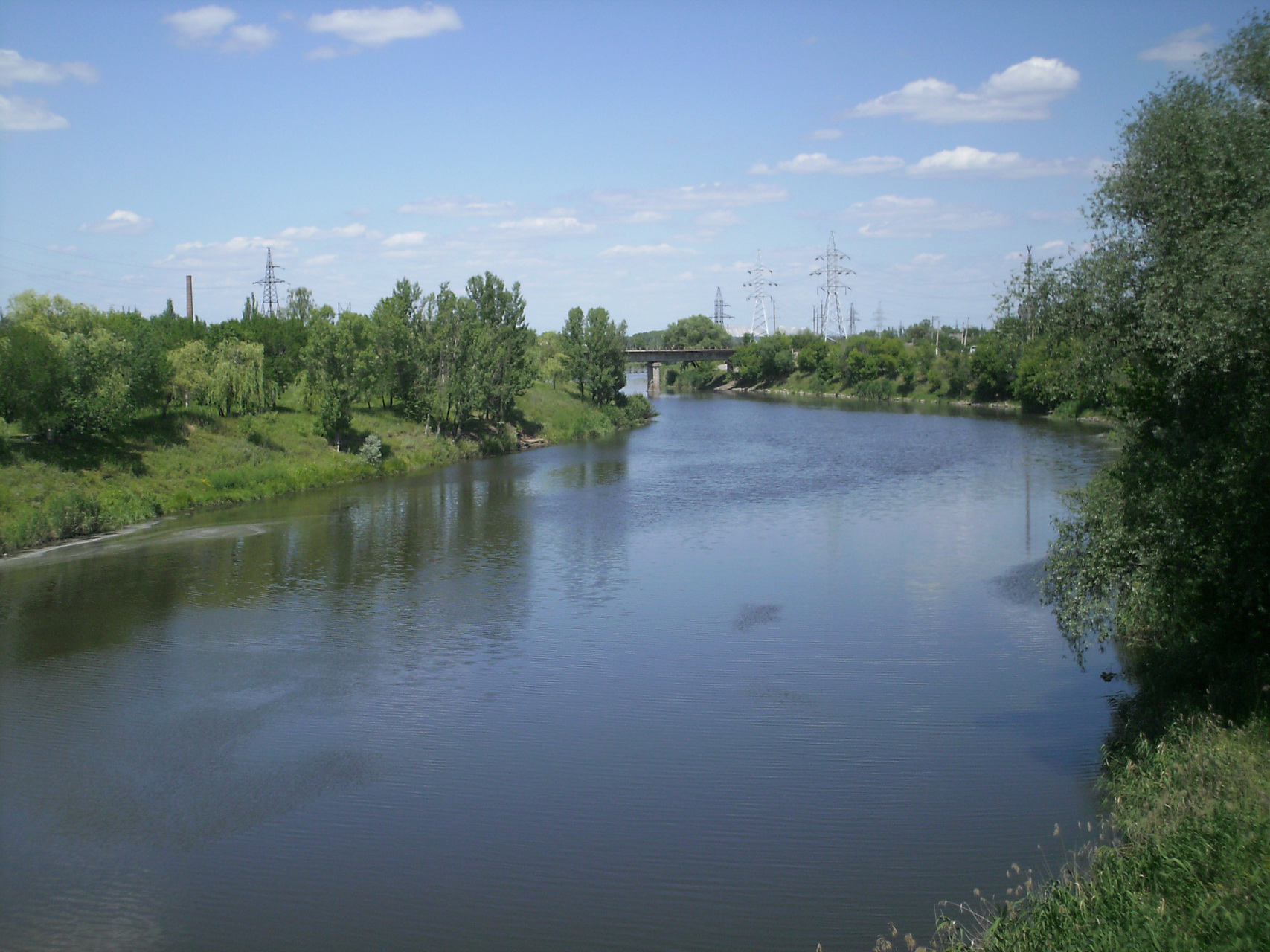
Kazennyj Toreć
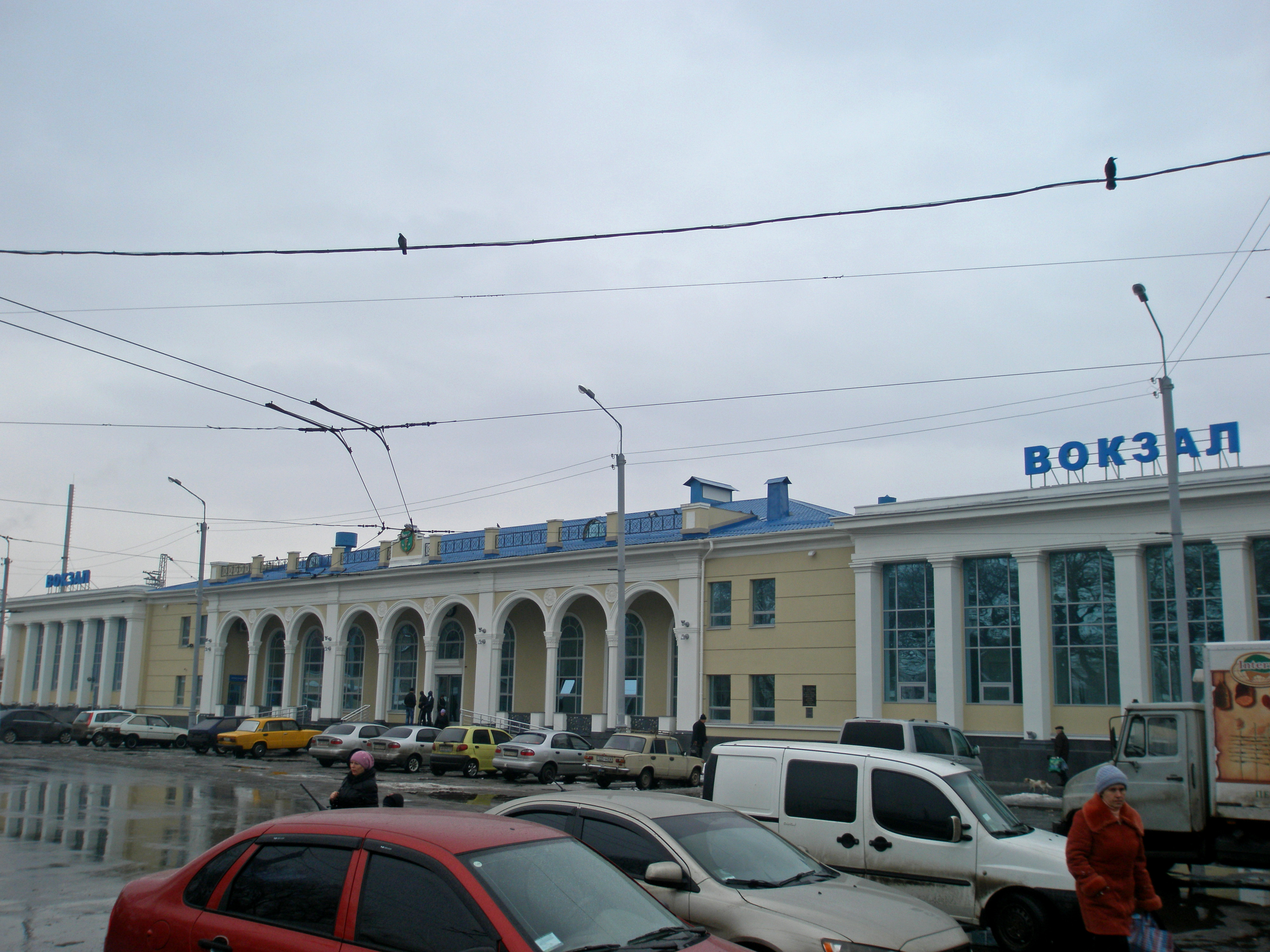
Dworzec kolejowy
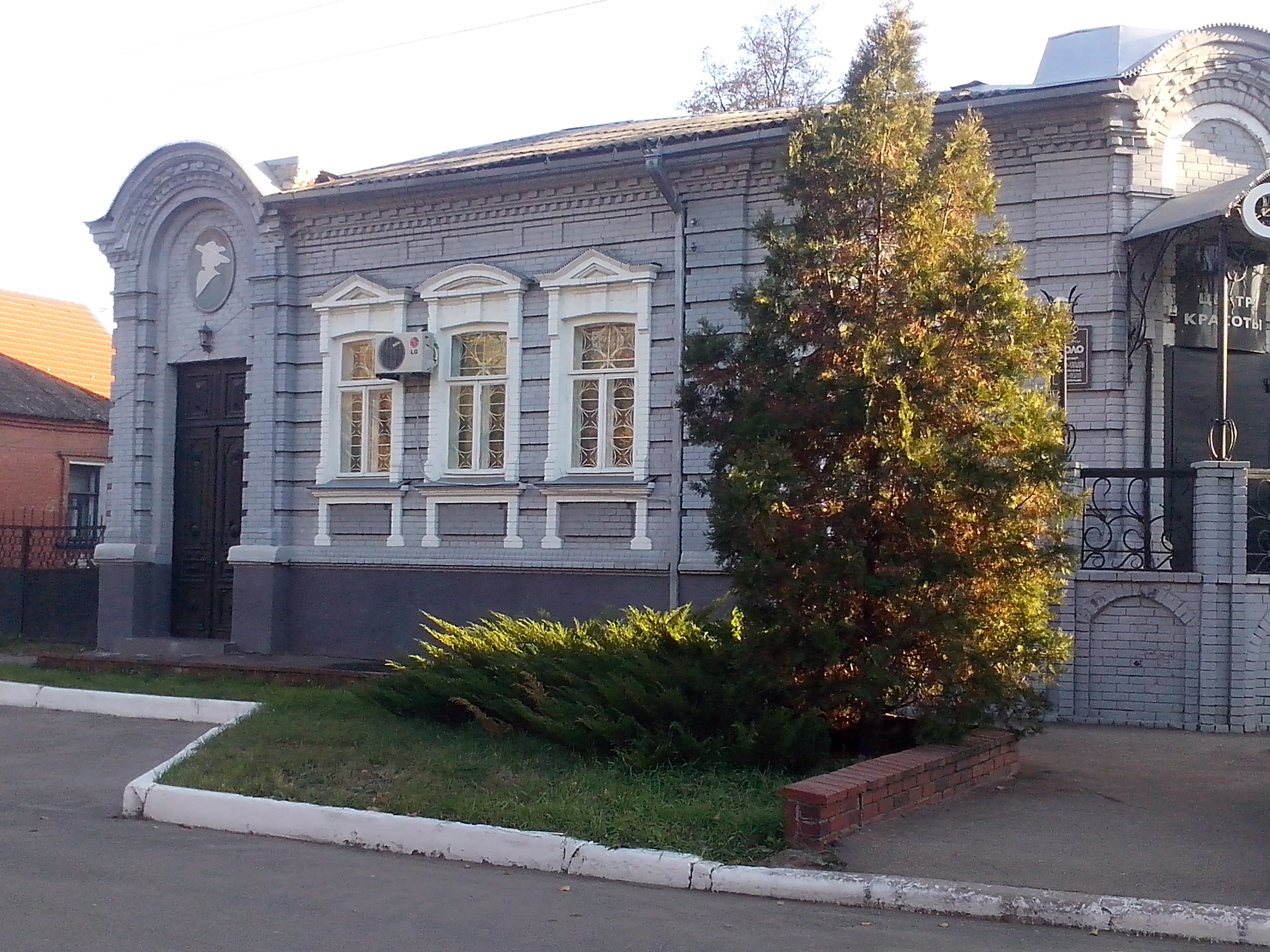
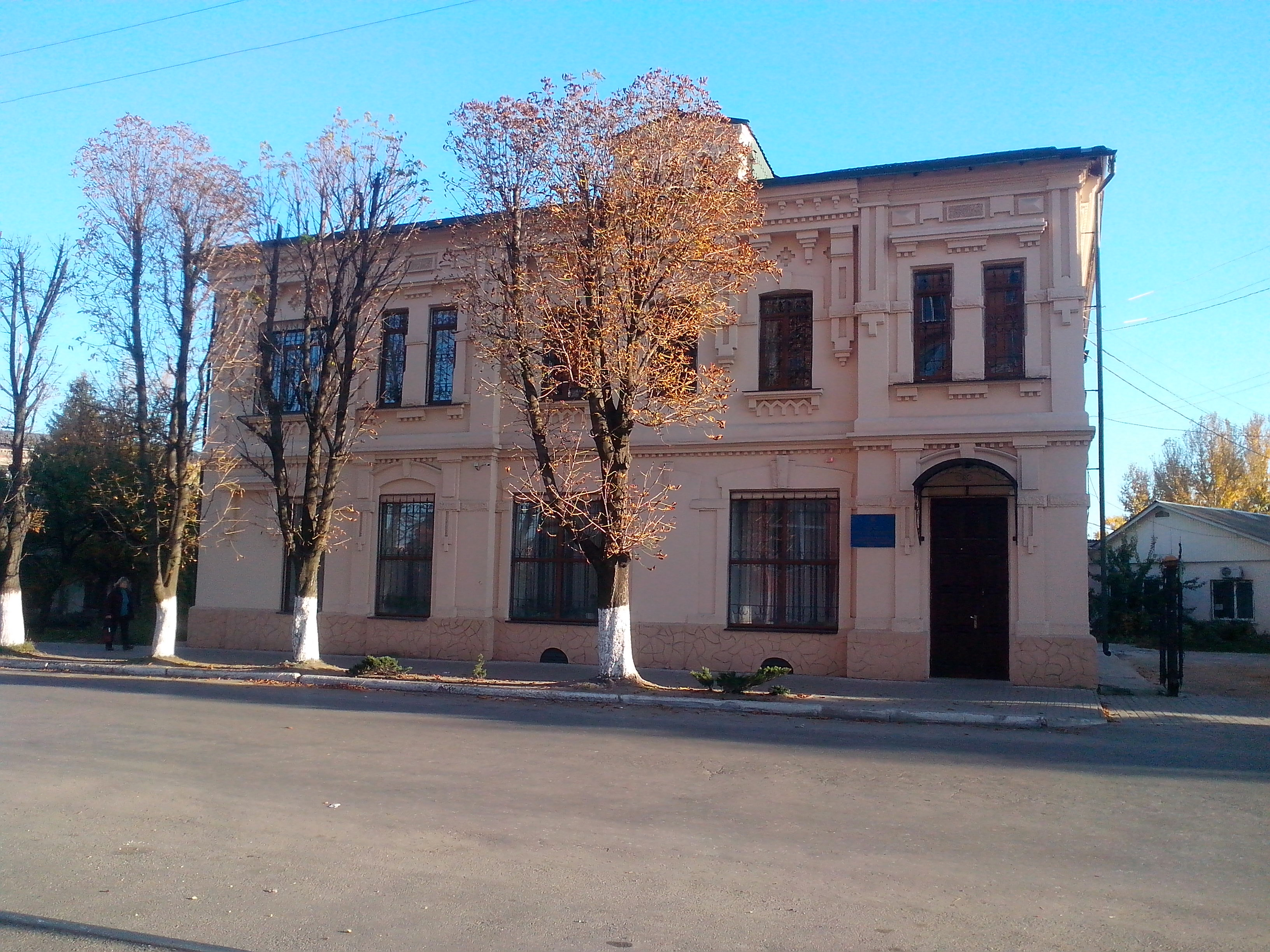